# Kronologija Domovinskog rata: prosinac 1991.

## 1. prosinca
- Hrvatska Vlada imenovala povjerenike za dubrovačku i osječku regiju.[1]
- Jedna protuzračna raketa i nekoliko granata ispaljeno s teritorija Srbije na Mađarsku.[1]
- Posebni izaslanik UN-a Cyrus Vance stigao u Beograd kako bi provjerio je li sazrijela situacija za slanje mirovnih snaga UN-a.[1]

## 2. prosinca
- Hrvatska Vlada objavila naredbu o uvođenju obvezne ratne dužnosti na čitavom području Hrvatske.[1]
- Zapovjedništvo zagrebačkog korpusa JNA napustilo Zagreb i otišlo u Banju Luku.[1]
- Ministarsko vijeće EZ-a odlučilo koje će republike bivše Jugoslavije primiti ekonomsku pomoć od EZ-a (Hrvatska, Slovenija, BiH i Makedonija), a koje će ostati pod trgovinskim embargom (Srbija i Crna Gora).[1]
- Profesori vodećih švedskih sveučilišta potpisali apel u kojem osuđuju agresiju na građane Dubrovnika i sam grad.[1]
- Cyrus Vance razgovarao s jugoslavenskim ministrom obrane Veljkom Kadijevićem, te srpskim predsjednikom Slobodanom Miloševićem.[1]

## 3. prosinca
- Procurio izvještaj promatračke misije FZ-a sa sjedištem u Hrvatskoj upućen predsjedništvu EZ-a, u kojem se JNA i Srbija izravno okrivljuju za rat protiv Hrvatske.[1]
- Srpski teroristi teškim topništvom napali Vinkovce i Jarminu.[1]
- Članovi promatračke misije EZ-a i posebni izaslanik UN-a posjetili Osijek i okolno okupirano područje, dok su promatrači posjetili i Sisak.[1]
- Deblokada svih hrvatskih pomorskih luka i komunikacija, osim Dubrovnika.[1]

## 4. prosinca
- Hrvatski Sabor usvojio Ustavni zakon o ljudskim pravima i slobodama i o pravima etničkih i nacionalnih zajednica ili manjina u Republici Hrvatskoj.[1]
- Pukovnik JRM Mirko Bjelanović prijetio kako će razoriti Pulu ako se ne skine hrvatska zastavas bivšeg doma JNA i kasarne.[1]
- U selu Kukuruzari srpski teroristi ubili članove obitelji Jergović, 80-godišnju staricu, njenog sina i suprugu, a ostatak obitelji deportirali u Srbiju.[1]
- Predsjednik Tuđman i posebni izaslanik UN-a Cyrus Vance razgovarali o mogućnosti dolaska mirovnih snaga UN-a.[1]
- Mađarsko ministarstvo vanjskih poslova prigovorilo Srbiji zbog kršenja ljudskih prava mađarske manjine u Vojvodini.[1]

## 5. prosinca
- Sabor Republike Hrvatske prihvatio dolazak i razmještaj međunarodnih mirovnih snaga u Hrvatskoj.[1]
- Stipe Mesić, posljednji predsjednik jugoslavenskog Predsjedništva, zaključkom hrvatskog Sabora službeno je prestao obavljati tu dužnosti s datumom 8. listopada 1991.[1]
- Hrvatska vlada poslala otvoreno pismo talijanskom ministru vanjskih poslova de Michelisu, koji tvrdi da novi zakon o pravima manjina ne zadovoljava interesa talijanske manjine u Hrvatskoj.[1]
- 270 civila iz Vukovara stiglo u Zagreb nakon mučenja u srpskim zatvorima.[1]
- Osijek ponovo napadnut teškim topništvom.[1]
- Francuski ministar za humanitarne poslove Bernard Kouchner zajedno s izaslanstvom, te promatračka misija EZ pod vodstvom Jeremy Varcuea, posjetili vinkovačku ratnu zonu. Tijekom njihovog posjeta JNA napala bolnicu.[1]
- U Cavtatu započeli prvi razgovori između hrvatske Vlade i predstavnika JNA o normaliziranju života u Dubrovniku.[1]
- U Zagrebu osnovano povjerenstvo za prikupljanje podataka o genocidu nad Hrvatima u Srijemu i Bačkoj.[1]
- U Beogradu oko 200 srpskih rezervista demonstriralo protiv rata, nakon dva mjeseca provedena na bojišnici u Hrvatskoj.[1]
- Hrvatski ministar zdravstva Andrija Hebrang zauzeo se zajedno s Bushom, Gorbačovom, Genscherom i predstavnicima svih svjetskih humanitarnih organizacija za spas bolesnika i osoblja vukovarske bolnice.[1]
- Cyrus Vance i Slobodan Milošević u Beogradu razgovarali o ulozi mirovnih snaga UN-a.[1]
- Njemački kancelar Helmut Kohl i ministar vanjskih poslova Hans Dietrich Genscher razgovarali s hrvatskim predsjednikom Tuđmanom o priznanju Hrvatske, uključenju mirovnih snaga UN-a, te o ekonomskoj i drugoj pomoći.[1]

## 6. prosinca
- JNA i srpski teroristi bombardiraju Osijek i Dubrovnik.[1]
- U Dubrovniku poginulo 19, a ranjeno 60 građana.[1]
- Sisak i Karlovac pod topničkom vatrom.[1]
- Francuski intelektualci, uključuju i poznatog pisca Eugenea Ionescoa, poslali apel predsjednicima europskih država da priznaju neovisnost Hrvatske.[1]
- Masovne demonstracije podrške Hrvatskoj održavaju se u 46 gradova i sveučilišta Sjeverne Amerike, Europe i Australije.[1]
- SAD uvele trgovinski embargo na cijelo područje bivše Jugoslavije.[1]
- Zakoni koji se tiču talijanske manjine u Hrvatskoj zadovoljili Rim.[1]

## 7. prosinca
- Francuski brod bolnica La Rance isplovio iz talijanske luke Ancona na svoju treću humanitarnu misiju u Hrvatsku.[1]
- U Srebrenom, predstavnici hrvatske Vlade i JNA potpisali dogovor o primirju za Dubrovnik, samo dan nakon divljačkog napada JNA na grad.[1]
- Promatračka misija EZ-a poslala oštar prosvjed JNA zbog divljačkog napada na Dubrovnik.[1]

## 8. prosinca
- Potpredsjednik hrvatske Vlade Mate Granić i predstavnik JNA general Andrija Rašeta potpisali uvjete povlačenja JNA iz Hrvatske u prisutnosti predstavnika promatračke misije EZ-a ambasadora Van Houtena, te predstavnika Vijeća sigurnosti UN-a ambasadora Okuna.[1]
- Pet i pol sati JNA i srpski teroristi bombardirali Osijek.[1]
- Papa Ivan Pavao II. pred mnoštvom vjernika na Trgu Sv. Petra u Vatikanu osudio bombardiranje Dubrovnika.[1]
- Delegacija njemačkog grada Mainza posjetila ranjenike i prognanike smještene u Zagrebu.[1]

## 9. prosinca
- Neslužbeni sastanak lorda Carringtona i predsjednika bivših jugoslavenskih republika u Haagu.[1]
- Sastanak europskih političkih lidera u Maastrichtu. Prisutno je i 50.000 Hrvata koji demonstriraju.[1]
- Koordinacijski krizni centar hrvatske Vlade objavio kako se JNA mora do Božića povući iz Hrvatske.[1]
- JNA nastavlja povlačenje s hrvatskog teritorija. Posljednji okupatorski vojnik se povukao s riječkog područja. Predala se zagrebačka vojna bolnica.[1]
- JNA se povukla iz kasarne blizu zagrebačkog aerodroma.[1]
- Na obljetnici prvih slobodnih izbora u Srbiji, opozicijske stranke napale komunističkog lidera Slobodana Miloševića, zbog njegove sulude politike, koja izgleda nema završetka.[1]
- Srpski teroristi prijete da će objaviti rat snagama UN-a ako se ove razmjeste na područja koja kontroliraju Srbi.[1]

## 10. prosinca
- Na granici Hrvatske s Bosnom i Hercegovinom razmijenjen 661 zatvorenik iz Vukovara za 123 pripadnika JNA.[1]
- Nakon trodnevnog poštovanja primirja, srpske snage iz Baranje ponovo napale Osijek, a Zadar pretrpio 6-satni topnički napad.[1]
- Makedonski predsjednik Kiro Gligorov poslao pismo arbitražnoj komisiji u Haagu zahtijevaju i da se i Makedonija prizna kao neovisna država.[1]

### 11. prosinca
- Cyrus Vance objavio kako nisu ispunjeni svi uvjeti za slanje mirovnih snaga UN-a na teritorij bivše Jugoslavije.[2]
- Armijski štab u Titogradu naredio da se svi osamnaestogodišnjaci jave u pripadajuće vojne jedinice.[2]
- Ostatak jugoslavenskog Predsjedništva obavijestio kako će poduzeti mjere protiv Njemačke ako ona ustraje na sankcijama nametnutim Srbiji i Crnoj Gori.[2]
- Hrvatskim tenisačima dopušteno igrati pod hrvatskom zastavom.[2]
- Budimpešta objavila kako je 45.000 izbjeglica iz Hrvatske došlo u Mađarsku od početka rata.[2]

## 12. prosinca
- U Karlovcu, 288 vojnika JNA razmijenjeno za 141 hrvatskog vojnika.[2]
- Topničkom vatrom JNA sravnila sa zemljom selo Miljevci u drniškoj općini.[2]
- Humanitarni konvoj Libertas, s članovima HAZU, uplovio u dubrovačku luku.[2]
- Četvorica članova bivšeg jugoslavenskog Predsjedništva produžili vojni rok u JNA na neodređeno vrijeme za regrute, a rezervistima ga produžili s 45 dana na 6 mjeseci.[2]
- Na sastanku Vijeća sigurnosti UN-a, Perez de Cuellar zaključio kako još nisu postignuti uvjeti za slanje mirovnih snaga UN-a, te preporučio odgodu primanja bivših jugoslavenskih republika.[2]

## 13. prosinca
- Hrvatski predsjednik Tuđman i slovenski predsjednik Kučan objavili kako je očuvanje Jugoslavije uzrok nestabilnosti, a priznanje ovih dviju republika zaustavilo bi eskalaciju rata.[2]
- Austrijski ambasador povučen iz Beograda.[2]
- Ed Koestal imenovan glasnogovornikom promatračke misije EZ-a.[2]
- Srpski teroristi minirali vodopad na Plitvičkim jezerima, glasovitom nacionalnom parku.[2]
- Osnovana 72. bojna Vojne policije HV. 25 godina poslije u Lori je na isti nadnevak otkriveno spomen-obilježje pripadnicima te postrojbe.Dominik Tomašević:  ZAPALIMO SVIJEĆU Na današnji dan stradao Ante Bužančić iz Splita, posljednji poginuli u Domovinskom ratu Dalmacija danas. 17. listopada 2018. Pristupljeno 18. srpnja 2020.[2]

## 14. prosinca
- Srpski teroristi masakrirali više od 50 civila u selima Hum i Voćin, prilikom povlačenja iz zapadne Slavonije. Još 20 osoba vode se kao nestali.[2]
- Tri žene izgorjele u požaru u svojoj kući u Osijeku prilikom topničkog napada JNA na grad.[2]

## 15. prosinca
- Predsjednik Republike Hrvatske dr. Franjo Tuđman poslao pismo svjetskim državnicima u kojem se obvezuje da će Hrvatska poštovati sve principe KESS-a, Pariške povelje i Povelje UN-a.[2]
- Građani Zadra proveli 24 sata u skloništu zbog žestokog topničkog napada JNA.[2]
- Vinkovačka bolnica pogođena prilikom topničkog napada JNA na grad. Tom prilikom na Vinkovce palo više od 300 granata.[2]
- Jugovojska napustila 'Komandu Vojnopomorske oblasti' u Splitu.[2]

## 16. prosinca
- Njemačka priznaje Hrvatsku i Sloveniju u četvrtak, 19. prosinca, bez obzira na ishod zasjedanja Ministarskog vijeća EZ, izjavio na redovitoj konferenciji za novinare u Bonnu vladin predstavnik Dieter Vogel.[2]
- U okupiranom Vukovaru uvedena zločinačka vojna diktatura.[2]
- Trodnevna žalost u podravskoslatinskoj općini nakon četničkog pokolja nad Hrvatima. Pronađena 42 tijela ubijenih Hrvata, uglavnom staraca.[2]
- 'Miloševićev režim obračunava se s oporbom u Vojvodini. Tko nije s nama, taj je protiv nas, geslo Miloševićeva SPS u likvidaciji oporbenih stranaka i čelnika.[2]
- Gradonačelnicima Dubrovnika i Osijeka u Washingtonu zamjenik državnog sekretara SAD Lawrence Eagleburger obećao humanitarnu pomoć.[2]
- U Zagrebu predstavljena knjiga grupe autora Hrvatska između rata i samostalnosti .[2]

## 17. prosinca
- Ministarsko vijeće EZ prihvatilo u Bruxellesu načela o priznavanju novih država bivše Jugoslavije.[2]
- Austrija odlučila priznati Hrvatsku i Sloveniju i sve druge republike bivše Jugoslavije koje to zažele. Odluka austrijskog parlamenta stupa na snagu 15. siječnja 1992.[2]
- Po podatcima Glavnog sanitetskog stožera Republike Hrvatske, u Vukovaru je poginulo oko 600 hrvatskih vojnika i oko 2.200 civila.[2]
- Pripadnici 123. brigade HV na Papuku oslobodili Zvečevo, u kojemu je bio četnički stožer iz kojeg su koordinirani napadi na šire područje požeške općine.HINA: Oslobođeno Zvečevo, Slobodna Dalmacija, 18. prosinca 1991.[2]

## 18. prosinca
- Hrvatska ispunila sve uvjete EZ, rekao u Grazu predsjedniku Konferencije o Jugoslaviji lordu Peteru Carringtonu hrvatski predsjednik dr. Franjo Tuđman.[2]
- U Podravskoj Slatini, uz posebne počasti, ispraćene na posljednji počinak 43 žrtve četničkog masakra u selima pod Papukom.[2]
- Definitivno iseljena Vojna bolnica u Zagrebu.[2]
- Prognanici iz općine Slunj svjedoče, nakon svog dolaska u Karlovac, o četničkim zločinima nad Hrvatima tog kraja.[2]

## 19. prosinca
- Njemačka priznala Hrvatsku. Odlukom njemačke vlade priznata neovisnost Hrvatske i Slovenije. Island priznao neovisnost i suverenost Hrvatske bez ikakve zadrške. Odluku o priznanju Hrvatske i Slovenije, u skladu s bruxelleskim dogovorom, donijele su i Švedska, Češko-Slovačka, Poljska i Mađarska.[2]
- Vatromet oduševljenja u Hrvatskoj zbog primanja Hrvatske od strane Njemačke.[2]
- Vlada Hrvatske donijela odluku o uvođenju hrvatskog dinara, kao privremene valute.[2]
- Srbijanski parlament ne prihvaća odluke EZ o priznanju šest bivših republika Jugoslavije 15. siječnja iduće godine.[2]
- Makedonski parlament prihvatio deklaraciju o međunarodnom priznanju Makedonije kao suverene i samostalne države.[2]

## 20. prosinca
- Vukovar predložen za sjedište Međunarodnog suda za ratna zlodjela.[2]
- Na Baniji okupatori i četnici zatiru sve što je hrvatsko i preimenuju gradove i sela.[2]
- Izišao HALO 92, prvi broj novog glasila Ministarstva unutarnjih poslova Republike Hrvatske.[2]

## 21. prosinca
- SAD ocijenile da je Jugoslavija prestala postojati. Bushova vlada upozorava Srbiju i Jugoslavensku armiju da neće prihvatiti da neka krnja skupina nelegitimno govori i djeluje u ime Jugoslavije. Nema nasilnog mijenjanja granica, priopćio State Department.[3]
- Osnovana Nacionalna zajednica Crnogoraca Hrvatske.[3]
- Mirovne snage potrebne Hrvatskoj, rekao ambasadoru UN Herbertu Okunu predsjednik Tuđman u Zagrebu.[3]
- Agencija Reuter otpustila Vjekoslava Radovića, autora lažne vijesti o ubojstvu 41 srpskog djeteta u Borovu Naselju.[3]
- Otkrivena imena četnika koljača s Papuka. Medu zlikovcima nalaze se gotovo svi dojučerašnji ugledni Srbi Podravske Slatine.[3]
- Na Karlovačkom bojištu učestali bjegovi mladih vojnika iz raspadajuće JNA.[3]
- Lete i hrvatski bojni zrakoplovi, priopćeno na prvoj konferenciji za novinare zapovjedništvo Šibenske brigade.[3]
- Apel dr. Vesne Bosanac u Parizu za zarobljene Vukovarce.[3]
- JNA je sa sedam borbenih zrakoplova MIG 21, raketirala i bombardirala sa zabranjenim kasetnim bombama aerodrom Crljenku u Vrsaru.Narod.hr Petar Horvatić: 21. prosinca 1991. Vrsar – sedam MIG-ova 21 posijalo smrt i razaranje u pitomoj Istri 21. prosinca 2017. (pristupljeno 9. travnja 2020.)[3]

## 22. prosinca
- Ostvaruje se hrvatski san, stoji u poruci predsjednika Tuđmana hrvatskim građanima u povodu međunarodnog priznanja Republike Hrvatske.[3]
- Krvavi pir JNA u Karlovcu, na svoj rođendan 22. decembra. Umjesto slavljeničkih plotuna, iz cijevi ubojitog oruđa sravnjivan grad koji ih je 45 godina tetošio, hranio i privilegirao.[3]
- I Zadar podrhtavao od snažnih topničkih eksplozija armijskočetničkih barbara koji, u nervozi više ne biraju ciljeve po gradu.[3]
- Ratna zrakoplovna baza Divulje kod Splita predana hrvatskoj vojsci.[3]
- Srbijanski ministar vanjskih poslova Vladislav Jovanović prijeti, u intervjuu madridskim listovima ABC i Diairo 16, da će priznanje Hrvatske značiti nastavak rata.[3]
- Spriječiti rušenje Peruče hitna poruka hrvatske vlade upućena američkom državnom tajniku Jamesu Bakeru.[3]
- Svjetlo mira za Hrvatsku iz Betlehema, u ime svih žitelja Gornje Austrije, predao u zagrebačkoj Katedrali kardinalu dr. Franji Kuhariću predsjednik hrvatske vlade dr. Franjo Gregurić.[3]

## 23. prosinca
- Počela zamjena Yu dinara hrvatskim dinarom. Uvođenjem u optjecaj hrvatskog dinara 23. prosinca Hrvatska ostvarila potpunu monetarnu samostalnost. Narodna banka Hrvatske postala samostalna institucija i odgovara jedino Saboru.[3]
- Kasarnu u Dugom Selu napustila kolona jugovojske. Hrvatska vojska odmah preuzela vojarnu i nad njom razvila hrvatski barjak.[3]
- U Zagrebu službeno otvoren Ured Visokog komesarijata Ujedinjenih naroda za izbjeglice (UNHCR) i Ured za prognanike i izbjeglice pri Vladi Republike Hrvatske.[3]
- Vrhovna komanda Jugoslavenske armije odlikovala karlovačkog ratnog zločinca pukovnika Svetozara Marjanovića.[3]
- Poslanici tzv. srpske skupštinedonijeli odluku o formiranju tzv. srpske Bosne i Hercegovine do srpske Nove godine (14. siječnja).[3]
- Bosna i Hercegovina uputila službeni zahtjev Europskoj zajednici za priznanje neovisnosti.[3]
- Božićna čestitka 50.000 Zagrepčana Papi, Genscheru i Mocku.[3]

## 24. prosinca
- Uoči Božića, u Zagreb je nakon gotovo četiri mjeseca sletio prvi zrakoplov. Za slijetanje zrakoplova Southern Air Transporta s donacijama humanitarne pomoći iz SAD i Njemačke trebalo je 14 dana pregovaranja i 8 sati iščekivanja.[3]
- Oslobođeno zloglasno četničko uporište Bučje u zapadnoj Slavoniji.[3]
- Predsjednik Tuđman donio Odluku o ustrojstvu domobranstva kao posebnom dijelu Hrvatske vojske, koji se ustrojava na teritorijalnom principu, a čini ga pričuvni sastav HV.[3]
- Apel osamdeset crnogorskih intelektualaca iz Beograda protiv rata.[3]
- U Zagrebačkom Okružnom sudu ukinut pritvor Mili Dedakoviću Jastrebu. Protiv bivšeg zapovjednika obrane Vukovara otvorena je istraga da je zloupotrijebio položaj i ovlaštenja radi stjecanja materijalne dobiti.[3]

## 25. prosinca
- Papa, u svom božićnom blagoslov Urbi et orbi, molio za prestanak rata u Jugoslaviji i dragoj hrvatskoj zemlji.[3]
- Pleso, posljednja kasama jugovojske na zagrebačkom području, od Božića je u rukama hrvatske vojske. Napuštanjem Plesa i posljednji jugovojnik napustio Zagreb.[3]
- Na Božić ugosoldateska topnički tukla Osijek, Karlovac, Sisak i Šibenik.[3]
- Knin su po prvi put u ratu protiv Hrvatske, kao odgovor na napade na hrvatske gradove za Badnjak i Božić, gađali hrvatski topnici. Centar Knina pogođen je s dvadesetak razornih projektila.[3]

## 26. prosinca
- Otkriven četnički masakr u zaselku Marinovići iz sela Bruška kod Benkovca. Ubijeno je deset osoba u dobi od 20 do 70 godina.[3]
- Poduzeta operacija Alfa, kojom se kanilo osloboditi mjesta istočno i jugoistočno od Pakraca te nastaviti dalje ka Okučanima. Bila je u sklopu drugog dijela napadne operacije Orkan ’91.gs/Narod.hr/dragovoljac.com: 28. prosinca 1991. Operacija Alfa – veliki gubitci hrvatskih branitelja  Narod.hr. 28. prosinca 2015. Pristupljeno 19. kolovoza 2020.[3]

## 27. prosinca
- Nad Zagrebom skupina neprijateljskih aviona, koja nije bojno djelovala. Zračne uzbune u 13 hrvatskih gradova.[3]
- Crnogorci iz Hrvatske uputili memorandum Momiru Bulatoviću: Odgovori ste za sva ubijanja, napade na Dubrovnik, pljačke i paleži, za sve ono što je nanijelo sramotu crnogorskom narodu.[3]
- U Karlovcu, Osijeku i Vinkovcima boravila prethodnica plavih kaciga.[3]

## 28. prosinca
- Predsjednik Republike Hrvatske dr. Franjo Tuđman, u svom godišnjem izvještaju hrvatskom Saboru, istakao da međunarodno priznanje predstavlja novo razdoblje u povijesti Hrvatske.[3]
- Četnici još uvijek ne otvaraju branu na Peručkom jezeru, iako posljedice izlijevanja vode prijete Kninu i okolici.[3]
- Uhićeni srbijanski rezervisti na zapadnoslavonskom ratištu tvrde da su natjerani u rat.[3]
- Društvo međunarodnog prava Slovenije predlaže za ratne zločince međunarodni sud.[3]
- Glavni tajnik Ujedinjenih naroda Perez de Cuellar i dalje tvrdi da ne postoje uvjeti za slanje mirovnih snaga na područje bivše Jugoslavije.[3]
- Šef delegacije američkog Senata Peter Galbraith, koja je ovih dana posjetila sve jugoslavenske republike, izuzev Srbije jer je Slobodan Milošević odbio primiti delegaciju; izjavio za crnogorski tjednik Monitor kako je sada neizbježno da se međunarodno priznaju sve jugoslavenske republike unutar svojih republičkih granica.[3]
- Jugoarmija raketama zemlja-zemlja bojno djelovala na području Zagreba. Pogođene dvije gostionice u prigradskim naseljima, napad je srećom prošao bez ljudskih žrtava.[3]

## 29. prosinca
- Karlovac deveti dan za redom pod udarom topništva jugovojske. U dosad najžešćim napadima i razaranjima poginulo sedam ljudi a 37 ranjeno. Topničkim projektilima pogođena karlovačka bolnica, ali i Pravoslavna crkva sv. Nikola.[3]
- Modeli školovanja srpske djece u Hrvatskoj razradit će se poslije rata u dogovoru s legitimno izabranim predstavnicima Srba, ističu u Ministarstvu prosvjete i kulture.[3]
- Papin izaslanik kardinal Fiorenzo Angellini u pratnji kardinala dr. Franje Kuharića posjetio Sisak i upoznao se sa stradanjima Hrvata i vjernika, te razaranjem i pljačkom svih rimokatoličkih crkava i kapelica na okupiranom području Banije.[3]
- U povodu 'Iseljeničkog dana' u zagrebačkoj Katedrali svečanu euharistiju vodili kardinali dr. Franjo Kuharić i Fiorenzo Angellini.[3]
- U Đakovačko-srijemskoj biskupiji prognano 200.000 katolika, porušene 63 crkve ili kapele, te 47 župnih kuća ili samostana.[3]

## 30. prosinca
- Proces priznavanja Hrvatske više se ne može zaustaviti, rekao u novogodišnjem razgovoru s novinarima vodećih hrvatskih listova i radio-televizije predsjednik Republike Hrvatske dr. Franjo Tuđman.[3]
- Jugovojska i četnici nastavili razaranje Karlovca.[3]
- U Karlovcu poginuo novinar američke agencije WTN Živko Krstičević.[3]
- Rat će završiti kada srpska vojska uđe u Zagreb, izjavio u Beogradu Mirko Jović, predsjednik Srpske narodne obnove i komandant zloglasnih Belih orlova.[3]
- Krnje predsjedništvo ostatka Jugoslavije (u kome su još samo Srbija i Crna Gora, preko potpredsjednika Branka Kostiće prijeti da će primati srpsku republiku krajinu'.[3]
- Herojski Radio Vukovar u izboru splitske Slobodne Dalmacije proglašen novinskom redakcijom godine.[3]
- Kaznena ekspedicija srbovojske i policije na Kosovu.[3]
- Jugovojska raketirala duševnu bolnicu u Gradini kod Donjeg Zemunika.'[3]
- U Hrvatskoj, prema podacima Ureda za prognanike i izbjeglice hrvatske Vlade, ima 700.000 prognanih i izbjeglih ljudi.[3]